# Никола Кнежевић (фудбалер)
Никола Кнежевић (Земун, 10. март 2003) српски је фудбалер који тренутно наступа за Црвену звезду.

## Каријера
Кнежевић је прошао омладинску школу Црвене звезде и за њене млађе узрасте наступао до 2021. године. Истог лета је прослеђен у Графичар заједно са још неколико вршњака. За сезону и по у том клубу уписао је укупно 50 званичних наступа и постигао 11 погодака уз 15 асистенција. Почетком 2023. године уступљен је крушевачком Напретку где је дебитовао у Суперлиги Србије. По повратку са позајмице, медији су писали о могућности да трајно напусти матични клуб. Кнежевић је, међутим, крајем јула 2023. потписао нови четворогодишњи уговор и задужио дрес с бројем 41. Наредног месеца је прослеђен ОФК Београду, у складу с установљеним Правилником. За Црвену звезду је дебитовао 18. октобра 2023, у шеснаестини финала Купа Србије, када је био стрелац у победи на гостовању Трајалу. Погодио је и у следећем колу тог такмичења, против нишког Радничког. Неколико дана касније тренер Барак Бахар му је указао прилику да наступи за клуб и у Суперлиги Србије, када је одиграо друго полувреме против лучанске Младости. Затим је одиграо прво полувреме сусрета следећег кола, против Спартака у Суботици, коју је почео као један од тројице бонус фудбалера уз Косту Недељковића и Јована Мијатовића. На 171. вечитом дербију седео је на клупи. Кнежевић је и у другом делу сезоне наставио да наступа за ОФК Београд паралелно с могућношћу да буде опозван у први тим матичног клуба. На пријатељском сусрету с екипом Зенита из Санкт Петербурга у марту 2024, Кнежевић је постигао једини погодак за минималну победу Црвене звезде на Стадиону Рајко Митић. Први погодак у Суперлиги Србије постигао је у претпоследњем колу такмичења, против свог бившег клуба Напретка у Крушевцу. Уз четири постигнута поготка на 24 наступа, током сезоне се истакао асистенцијама, чиме је допринео освајању Прве лиге Србије и пласману ОФК Београда у највиши степен такмичења у Србији. За Црвену звезду је за то време уписао 10 наступа и тиме заокружио цифру од 100 званичних утакмица у дотадашњој професионалној каријери. С три поготка и две асистенције допринео је освајању дупле круне.

## Репрезентација
Кнежевић је у фебруару 2019. позван у састав за контролне утакмице репрезентације у узрасту до 16 година старости. За омладинску репрезентацију дебитовао је у марту 2022. код селектора Александра Јовића. Касније је с екипом изборио пласман на Европско првенство и учествовао на завршном турниру. Селектор младе репрезентације Србије, Горан Стевановић, упутио је Кнежевићу позив за пријатељску утакмицу са Бугарском у септембру 2022. Дебитовао је два месеца касније, на пријатељском сусрету с Кипром.

## Статистика

### Клупска
Ажурирано 8. јуна 2024.
|                               |          |                  |    |    |   |   |   |   |   |   |     |    |  |  |
| Графичар (позајмица)          | 2021/22. | Прва лига Србије | 31 | 5  | 1 | 0 | — | — | — | — | 32  | 5  |  |  |
| Графичар (позајмица)          | 2022/23. | Прва лига Србије | 18 | 6  | 0 | 0 | — | — | — | — | 18  | 6  |  |  |
| Графичар (позајмица)          | Укупно   | Укупно           | 49 | 11 | 1 | 0 | — | — | — | — | 50  | 11 |  |  |
|                               |          |                  |    |    |   |   |   |   |   |   |     |    |  |  |
| Напредак Крушевац (позајмица) | 2022/23. | Суперлига Србије | 15 | 0  | 1 | 0 | — | — | — | — | 16  | 0  |  |  |
|                               |          |                  |    |    |   |   |   |   |   |   |     |    |  |  |
| ОФК Београд (уговорени клуб)  | 2023/24. | Прва лига Србије | 24 | 4  | — | — | — | — | — | — | 24  | 4  |  |  |
|                               |          |                  |    |    |   |   |   |   |   |   |     |    |  |  |
| Црвена звезда                 | 2022/23. | Суперлига Србије | 0  | 0  | — | — | — | — | — | — | 0   | 0  |  |  |
| Црвена звезда                 | 2023/24. | Суперлига Србије | 7  | 1  | 3 | 2 | 0 | 0 | — | — | 10  | 3  |  |  |
| Црвена звезда                 | Укупно   | Укупно           | 7  | 1  | 3 | 2 | 0 | 0 | — | — | 10  | 3  |  |  |
|                               |          |                  |    |    |   |   |   |   |   |   |     |    |  |  |
| Каријера                      | Каријера | Каријера         | 95 | 16 | 5 | 2 | 0 | 0 | — | — | 100 | 18 |  |  |
|                               |          |                  |    |    |   |   |   |   |   |   |     |    |  |  |

### Утакмице у дресу репрезентације
| Репрезентација Србије у узрасту до 16 година старости | Репрезентација Србије у узрасту до 16 година старости | Репрезентација Србије у узрасту до 16 година старости | Репрезентација Србије у узрасту до 16 година старости | Репрезентација Србије у узрасту до 16 година старости | Репрезентација Србије у узрасту до 16 година старости | Репрезентација Србије у узрасту до 16 година старости | Репрезентација Србије у узрасту до 16 година старости | Репрезентација Србије у узрасту до 16 година старости | Репрезентација Србије у узрасту до 16 година старости |
| #                                                     | Датум                                                 | Такмичење                                             | Локација                                              | Домаћин                                               | Резултат                                              | Гост                                                  | Гол                                                   | Реф.                                                  |                                                       |
| ----------------------------------------------------- | ----------------------------------------------------- | ----------------------------------------------------- | ----------------------------------------------------- | ----------------------------------------------------- | ----------------------------------------------------- | ----------------------------------------------------- | ----------------------------------------------------- | ----------------------------------------------------- | ----------------------------------------------------- |
| 1.                                                    | 21. фебруар 2019.                                     | Пријатељска утакмица                                  | ДГ Арена, Подгорица                                   | Русија                                                | 3 : 0                                                 | Србија                                                |                                                       | [ 36 ]                                                |                                                       |
| 2.                                                    | 25. фебруар 2019.                                     | Пријатељска утакмица                                  | Спортски центар ФСЦГ, Подгорица                       | Црна Гора                                             | 1 : 3                                                 | Србија                                                |                                                       | [ 37 ]                                                |                                                       |
| 2                                                     | Укупан број утакмица и постигнутих погодака           | Укупан број утакмица и постигнутих погодака           | Укупан број утакмица и постигнутих погодака           | Укупан број утакмица и постигнутих погодака           | Укупан број утакмица и постигнутих погодака           | Укупан број утакмица и постигнутих погодака           | Укупан број утакмица и постигнутих погодака           |                                                       |                                                       |

| Репрезентација Србије у узрасту до 19 година старости | Репрезентација Србије у узрасту до 19 година старости | Репрезентација Србије у узрасту до 19 година старости | Репрезентација Србије у узрасту до 19 година старости | Репрезентација Србије у узрасту до 19 година старости | Репрезентација Србије у узрасту до 19 година старости | Репрезентација Србије у узрасту до 19 година старости | Репрезентација Србије у узрасту до 19 година старости | Репрезентација Србије у узрасту до 19 година старости | Репрезентација Србије у узрасту до 19 година старости |
| #                                                     | Датум                                                 | Такмичење                                             | Локација                                              | Домаћин                                               | Резултат                                              | Гост                                                  | Гол                                                   | Реф.                                                  |                                                       |
| ----------------------------------------------------- | ----------------------------------------------------- | ----------------------------------------------------- | ----------------------------------------------------- | ----------------------------------------------------- | ----------------------------------------------------- | ----------------------------------------------------- | ----------------------------------------------------- | ----------------------------------------------------- | ----------------------------------------------------- |
| 1.                                                    | 9. март 2022.                                         | Пријатељска утакмица                                  | Кућа фудбала, Стара Пазова                            | Србија                                                | 3 : 0                                                 | Хрватска                                              |                                                       | [ 25 ]                                                |                                                       |
| 2.                                                    | 1. јун 2022.                                          | Квалификације за Европско првенство                   | Јанмар стадион, Алмере                                | Холандија                                             | 1 : 2                                                 | Србија                                                |                                                       | [ 38 ]                                                |                                                       |
| 3.                                                    | 4. јун 2022.                                          | Квалификације за Европско првенство                   | Спортпарк Зегерслот                                   | Украјина                                              | 1 : 1                                                 | Србија                                                |                                                       | [ 39 ]                                                |                                                       |
| 4.                                                    | 7. јун 2022.                                          | Квалификације за Европско првенство                   | Спортпарк Јулиана                                     | Србија                                                | 3 : 2                                                 | Норвешка                                              |                                                       | [ 40 ]                                                |                                                       |
| 5.                                                    | 19. јун 2022.                                         | Европско првенство                                    | Стадион ФК Похрон, Жјар на Хрону                      | Србија                                                | 2 : 2                                                 | Израел                                                |                                                       | [ 41 ]                                                |                                                       |
| 6.                                                    | 22. јун 2022.                                         | Европско првенство                                    | СНП, Банска Бистрица                                  | Енглеска                                              | 4 : 0                                                 | Србија                                                |                                                       | [ 42 ]                                                |                                                       |
| 7.                                                    | 25. јун 2022.                                         | Европско првенство                                    | СНП, Банска Бистрица                                  | Аустрија                                              | 3 : 2                                                 | Србија                                                |                                                       | [ 43 ]                                                |                                                       |
| 7                                                     | Укупан број утакмица и постигнутих погодака           | Укупан број утакмица и постигнутих погодака           | Укупан број утакмица и постигнутих погодака           | Укупан број утакмица и постигнутих погодака           | Укупан број утакмица и постигнутих погодака           | Укупан број утакмица и постигнутих погодака           | Укупан број утакмица и постигнутих погодака           |                                                       |                                                       |

| Репрезентација Србије у узрасту до 21 године старости | Репрезентација Србије у узрасту до 21 године старости                    | Репрезентација Србије у узрасту до 21 године старости                    | Репрезентација Србије у узрасту до 21 године старости                    | Репрезентација Србије у узрасту до 21 године старости                    | Репрезентација Србије у узрасту до 21 године старости                    | Репрезентација Србије у узрасту до 21 године старости                    | Репрезентација Србије у узрасту до 21 године старости | Репрезентација Србије у узрасту до 21 године старости | Репрезентација Србије у узрасту до 21 године старости |
| #                                                     | Датум                                                                    | Такмичење                                                                | Локација                                                                 | Домаћин                                                                  | Резултат                                                                 | Гост                                                                     | Мин.                                                  | Гол                                                   | Реф.                                                  |
| ----------------------------------------------------- | ------------------------------------------------------------------------ | ------------------------------------------------------------------------ | ------------------------------------------------------------------------ | ------------------------------------------------------------------------ | ------------------------------------------------------------------------ | ------------------------------------------------------------------------ | ----------------------------------------------------- | ----------------------------------------------------- | ----------------------------------------------------- |
| 1.                                                    | 20. новембар 2022.                                                       | Пријатељска утакмица                                                     | Никозија                                                                 | Кипар                                                                    | 2 : 2                                                                    | Србија                                                                   |                                                       | [ 28 ]                                                |                                                       |
| 2.                                                    | 23. новембар 2022.                                                       | Пријатељска утакмица                                                     | АЕК Арена, Ларнака                                                       | Србија                                                                   | 1 : 1                                                                    | Северна Македонија                                                       |                                                       | [ 44 ]                                                |                                                       |
| 3.                                                    | 24. март 2023.                                                           | Пријатељска утакмица                                                     | ТСЦ академија, Бачка Топола                                              | Србија                                                                   | 0 : 2                                                                    | Италија                                                                  |                                                       | [ 45 ]                                                |                                                       |
| 4.                                                    | 28. март 2023.                                                           | Пријатељска утакмица                                                     | Спортски центар, Марбеља                                                 | Сједињене Америчке Државе                                                | 0 : 0                                                                    | Србија                                                                   |                                                       | [ 46 ]                                                |                                                       |
| 4                                                     | Укупан број утакмица, постигнутих погодака и минута проведених на терену | Укупан број утакмица, постигнутих погодака и минута проведених на терену | Укупан број утакмица, постигнутих погодака и минута проведених на терену | Укупан број утакмица, постигнутих погодака и минута проведених на терену | Укупан број утакмица, постигнутих погодака и минута проведених на терену | Укупан број утакмица, постигнутих погодака и минута проведених на терену |                                                       |                                                       |                                                       |

## Трофеји, награде и признања

### Екипно
ОФК Београд
- Прва лига Србије : 2023/24.[22]

Црвена звезда
- Суперлига Србије : 2023/24.[47]
- Куп Србије : 2023/24.[48]